# Her Bright Skies
Her Bright Skies ist eine schwedische Pop-Punk-/Post-Hardcore-Band, die 2005 in Jönköping gegründet wurde.

## Geschichte
Die Band besteht aus den Musikern Johan „Jaybee“ Brolin (Gesang), Niclas Sjostedt (Gitarre), Peter „Pete“ Nilsson (Gitarre, Gesang), Joakim „Jolle“ Karlsson (Bass, Gesang) und Jonas Gudmundsson (Schlagzeug).
2007 veröffentlichte Her Bright Skies ihre erste EP mit dem Namen Behind Quiet Waters. Das Album wurde in Eigenregie produziert und vertrieben.
Ihr erstes Album veröffentlichte die Band im Jahr 2008 und heißt A Sacrament: Ill City. Diese CD erschien unter dem Label District 19. Zwei Jahre später folgte das zweite Album Causing A Scene, über Panic & Action, einem schwedischen Indie-Label veröffentlicht. Causing A Scene ist in Deutschland erhältlich. Zu dem Album erschien eine Single zum Song Little Miss Obvious. Für diese Single (nur Online erhältlich) wurde auch ein Musikvideo gedreht. Für den Dreh flog die Band nach England, wo u. a. London und Manchester als Drehorte fungierten.
Nach der Release-Party folgte eine Schweden-Tour. Auf dem Pier Pressure 2010 in Göteborg spielte die Gruppe gemeinsam mit HIM, Paramore, 30 Seconds to Mars, Pendulum und weiteren Bands. Auch stehen bereits Konzerte mit Adept und Bring Me the Horizon zu Buche. Mit BMTH tourte die Gruppe durch Skandinavien. Auf dem Vätterfesten spielte die Band mit Anna Bergendahl und Medina. Außerdem war die Band Co-Headliner auf der Panic & Action Tour gemeinsam mit Kid Down, welche erneut durch Schweden führte. Auch gab die Gruppe bereits Konzerte in Norwegen, Deutschland, Österreich und den Niederlanden. Die Band trat auf dem Siesta! Festivalen auf, das vom 2. bis 4. Juli stattfand. Dort war Her Bright Skies mit Asking Alexandria, ...And You Will Know Us by the Trail of Dead, August Burns Red, Adept, Bullet und weiteren Künstlern zu sehen.
Am 6. Juli 2011 folgte ein Auftritt auf dem Putte i Parken. Dort traten auch Kesha, Dead by April, Monster Magnet, Paramore, Pendulum, Rasmus Seebach und The Wombats auf.
Bei einer Tour durch Schweden wurde die Band von Dead by April supported. Im März 2012 kam eine Halbakustik-EP mit dem Titel „DJ Got Us Falling in Love“ (nach dem gleichnamigen Usher-Song benannt) heraus. Die Gruppe begann im Februar 2012 mit den Arbeiten an dem Nachfolger-Album von Causing a Scene in New York. Das Album heißt Rivals und ist im Januar 2013 erschienen. Im April und Mai 2013 tourte die Gruppe erstmals durch die Vereinigten Staaten. Dies geschah im Rahmen der von BryanStars finanzierten BryanStars Tour.
Am 6. Januar 2014 gab die Band auf Facebook bekannt, dass Jonas Gudmundsson die Band verlassen wird.

„Hey! Ich will mir nur die Zeit nehmen um euch allen für die Unterstützung für mich und die Band zu danken. Ich hoffe ihr werdet sie weiterhin so gut unterstützen und egal wer mich ersetzt. Danke für all die Jahre. Ich werde euch alle vermissen! Jonas“

Nachdem es lange Zeit ruhig um die Band geworden war, wurde Anfang 2016 verkündet, dass die Gruppe sich nach einem finalen Konzert am 25. März gleichen Jahres auflösen werde. Vier Jahre später verkündete die Band als Quartett ihre Rückkehr und eine neue Single namens Bored, die am 20. März 2020 erschien. Es folgten die Singles IB4U, eine Neuinterpretation des Songs I'll Be for You von ihrem Album Rivals, am 1. Mai 2020 und this is me letting go am 19. März 2021.

## Diskografie

### Singles
- 2010: Little Miss Obvious
- 2011: Ghosts Of the Attic
- 2020: Bored
- 2020: IB4U
- 2021: this is me letting go

### EPs
- 2012: DJ Got Us Falling in Love (Panic & Action)
- 2015: Prodigal Son

### Alben
- 2008: A Sacrament; ill City (District 19, über Panic & Action als Download-Version neu veröffentlicht)
- 2010: Causing a Scene (Panic & Action)
- 2013: Rivals (Panic & Action)

### Samplerbeiträge
- 2010: Burn All The Small Towns (Mit Woh Oh, Woh Oh Oh (I Know))
- 2010: Panic & Action 2010 (mit Sold Our Souls und Heartbreaker)
- 2010: Burn All The Small Towns Vol. 2 (mit Sold Our Souls)
- 2011: Panic & Action Fall 2011 (mit den Songs Ghosts of the Attic und DJ Got Us Falling In Love, Usher-Cover)

### Musikvideos
- 2008: Burn All The Small Towns
- 2010: Little Miss Obvious
- 2011: Sing It! (iPhone-made tour vid)
- 2011: Ghosts of the Attic
- 2012: DJ got us falling in Love (Usher-Cover)
- 2012: Lovekills
- 2013: Rivals
- 2020: Bored

### Anderes
- 2012: DJ Got Us Falling In Love (Usher Cover)